# Saint-Bazile
Saint-Bazile är en kommun i departementet Haute-Vienne i regionen Nouvelle-Aquitaine i västra Frankrike. Kommunen ligger i kantonen Oradour-sur-Vayres som tillhör arrondissementet Rochechouart. År 2022 hade Saint-Bazile 143 invånare.

## Befolkningsutveckling
Antalet invånare i kommunen Saint-Bazile
| Referens: INSEE |